# 白痴 (ドストエフスキー)
『白痴』（はくち、Идиот）はフョードル・ドストエフスキーの長編小説の代表作。1868年に雑誌『ロシア報知』（露: Русскій Вѣстникъ）で連載された。『罪と罰』に続き出され、後期五大長編作品（他は『悪霊』、『未成年』、『カラマーゾフの兄弟』）の一つ。
レフ・トルストイは本作について、「これはダイヤモンドだ。その値打ちを知っているものにとっては何千というダイヤモンドに匹敵する」と評したといわれる。
題名の『白痴』には2つの意味がある。主人公ムイシュキン公爵が文字通り知能が著しく劣っているというもの（現代ではこの意味での「白痴」は差別的意味に捉えられることもある）と、「世間知らずのおばかさん」という意味である。しかし、作者はどちらの意味においても否定的に描いていない。ドストエフスキーは、白痴であるムイシュキン公爵を、誰からも好かれる文句なしの善人として描いた。ドストエフスキーは、文句なしの善人である主人公ムイシュキン公爵を造型することにより、そんな人物が当時のロシア社会に現れたとしたら、いかに周囲に波乱を巻き起こすかを描こうとしたという。

## あらすじ
若い公爵レフ・ニコラエヴィチ・ムイシュキンは、幼時から重度のてんかん症状により、スイスのサナトリウムで療養していたが、成人して軽快し、援助してもらっていたパヴリーシチェフの死去もあって、ロシアへ戻ることになった。ペテルブルクへ向かう列車中で、ムイシュキンは、父の死去によって莫大な財産を得たばかりだと言うパルヒョン・ロゴージンと知り合いになり、彼が熱を上げていたナスターシャ・フィリポヴナの名を耳にする。
ムイシュキンの両親は、既にこの世になく、彼が公爵家の最後の跡取りであったため、遠縁にあたるエパンチン将軍夫人を頼ろうと、エパンチン家の邸宅を訪れる。ムイシュキンは、将軍夫妻とその三姉妹に知り合い、いくつかの印象的なアネクドートを披露するうちに一家の好意を得た。ここで彼は、将軍の秘書ガウリーラ・アルダリオノヴィチ（ガーニャ）が金のために愛のないままナスターシャと結婚しようとしていることを知った。彼女は、まだ幼いころからある資産家の情婦となっており、悪評が付きまわっていたが、実は誇り高い女であった。
ムイシュキンも、彼女と会って自分と共通する部分を感じ、ついに自らも求婚する。ところが、彼女は、最初にムイシュキンの善良さに気づきながらも、ロゴージンの元に走る。こうして、2人はライバルとなり、ロゴージンはムイシュキンを殺そうと企てるが、すんでのところでムイシュキンが発作を起こして、人に気付かれたために失敗する。
そのうち、将軍の娘アグラーヤも、ムイシュキンに思いを寄せる。ロゴージンを選びながらも、陰ながらムイシュキンを愛していたナスターシャは、ムイシュキンに幸せになって欲しいと思い、アグラーヤに手紙で結婚を勧める。そのうち、アグラーヤとムイシュキンは相思相愛になる。
しかし、アグラーヤは、例の手紙のことから、ナスターシャがまだムイシュキンを好きで、ムイシュキンもナスターシャを忘れていないのではないかと嫉妬する。そのうち、遠くへ行っていたナスターシャとロゴージンが戻ってくる。アグラーヤは、ナスターシャとムイシュキンの関係をはっきりさせようと赴くものの、かえってナスターシャとムイシュキンを結びつけることになる。
ムイシュキンとナスターシャは、結婚することになる。しかし、ムイシュキンとの結婚当日になって、彼女はまたロゴージンと逃げ出す。ムイシュキンが駆け付けたとき、彼女は、既にロゴージンに殺されていた。ムイシュキンとロゴージンは、かつて同じ相手を愛した者として、ナスターシャの死体の前で生活することを決める。ところが、庭師に家に入るところを目撃されており、その生活は一夜で終わる。発見された時、ムイシュキンは、元の白痴に戻っており、療養の日々を送ることになる。裁判の結果、ロゴージンは、シベリア徒刑となった。アグラーヤが自棄になって望まぬ結婚を急ぐところで、物語は終わる。

## 登場人物
レフ・ニコラエヴィチ・ムイシュキン （ムイシュキン公爵）
主人公。ムイシュキン家の末裔。ブロンドで真っ白な顎ひげをはやしている。てんかん療養のため4年あまりをスイスで過ごし、同家のリザヴェータ夫人を頼ってペテルブルクへ戻ってくる。
ナスターシヤ・フィリッポヴナ・バラシコーワ （ナスターシャ）
悲劇のヒロイン。美貌の女(ひと)。借金まみれだった退役士官の父が領土焼失し、孤児になったところをトーツキイに拾われ愛人となる。時に威圧的、時に自虐的な2面性を持つ。
パルフョーン・セミョーノヴィチ・ロゴージン （ロゴージン、パルフョン）
縮れた黒髪に浅黒い顔をした体格のいい男。金に物を言わせてナスターシャを自分のものにしようとする。
アグラーヤ・イワーノヴナ・エパンチナ （アグラーヤ）
エパンチン家姉妹の三女、末娘。三姉妹の中でも争う余地のない美貌の持ち主。一家の中で最も大切にされ、将来を約束されている。
イワン・フョードロヴィチ・エパンチン （エパンチン将軍）
実業家。頭のきれる如才のない人物。健康的でずんぐりした頑丈な体格。トーツキイとは親密な間柄で、娘のアレクサンドラを嫁がせて莫大な持参金を得ようとしている。
リザヴェータ・プロコフィエヴナ （エリザヴェータ夫人）
エパンチン三姉妹の母。ムイシュキン公爵家の令嬢。
アレクサンドラ
エパンチン三姉妹の長女。ピアノや読書、刺繍が趣味。
アデライーダ
エパンチン三姉妹の次女。絵画が趣味。
アファナーシィ・イワーノヴィチ・トーツキイ （トーツキイ）
地主貴族。エパンチン将軍と金融事業を共同でしている。たいへんな器量好み。ナスターシャを凌辱し、その変貌ぶりに困惑している。
ガヴリーラ・アルダリオノヴィチ・イヴォルギン （ガーニャ）
イヴォルギン将軍の長男。エパンチン家の秘書。腹黒く欲張りで、癇癪持ちの羨望家。7万5000ルーブルを手にするためナスターシャと政略結婚をしようとしている。
ワルワーラ・アルダリオノヴナ （ワルワーラ、ワーリャ）
ガーニャの妹。母親似の中背でやせぎすの娘。恐ろしいほど気が強い。
ニコライ・アルダリオノヴィチ （コーリャ）
ガーニャの弟。中学生。父親の面倒見を強いられている。イポリートと親しい。
アルダリオン・イヴォルギン （イヴォルギン将軍）
ガーニャの父。アルコール中毒で虚言癖。
ニーナ・アレクサンドロヴナ （イヴォルギン夫人）
ガーニャの母。下宿屋を営んでいる。
イッポリート・テレンチェフ （イッポリート）
マルファの息子。肺病に冒され死期が近い。
マルファ・ボリーソヴナ
イヴォルギン将軍の情婦。夫はいない。イポリートの他に8歳のレーノチカを含めた二人の女の子と一人の男の子を抱えている。
イワン・ペトローヴィチ・プチーツィン （プチーツィン）
しゃれた装りをした高利貸し。ワルワーラに言い寄っている。
フェルディシチェンコ
イヴォルギン夫人が営んでいる下宿屋の下宿人。赤毛で身装りが薄汚い。道化。ナスターシャの取り巻き。
ダーリヤ・アレクセーエヴナ
夜会に出席していた女優あがりの威勢のいい婦人。ナスターシャの取り巻き。
ケーレル
退役中尉。ロゴージンの取り巻き。
レーベジェフ
赤鼻で顔じゅう吹出物だらけの噂好きな小役人。ペテルブルク行きの列車でムイシュキン公爵とロゴージンに出会う。
ヴェーラ
レーベジェフの娘。
ウラジーミル・ドクトレンコ （ドクトレンコ）
権利主張を振りかざす現代的なロシア青年。レーベジェフの甥。
щ（シチャー）
公爵。アデライーダの婚約者。
エヴゲーニィ・パーヴロヴィチ・ラドムスキー （ラドムスキー公爵）
シチャー公爵の親戚。アグラーヤに言い寄る。
ニコライ・アンドレエヴィチ・パヴリーシチェフ （パヴリーシチェフ）
地主貴族。ムイシュキン公爵に仕送りをしていた養育者。2年前に亡くなった。
アンチープ・ブルドフスキー （ブルドフスキー）
パヴリーシチェフの隠し子だと名乗り出てくる。
シュナイダー先生
（スイス時代）ムイシュキン公爵の主治医。
マリイ
（スイス時代）肺病を患ったひ弱でやせた体つきの薄幸な娘。

## テーマ

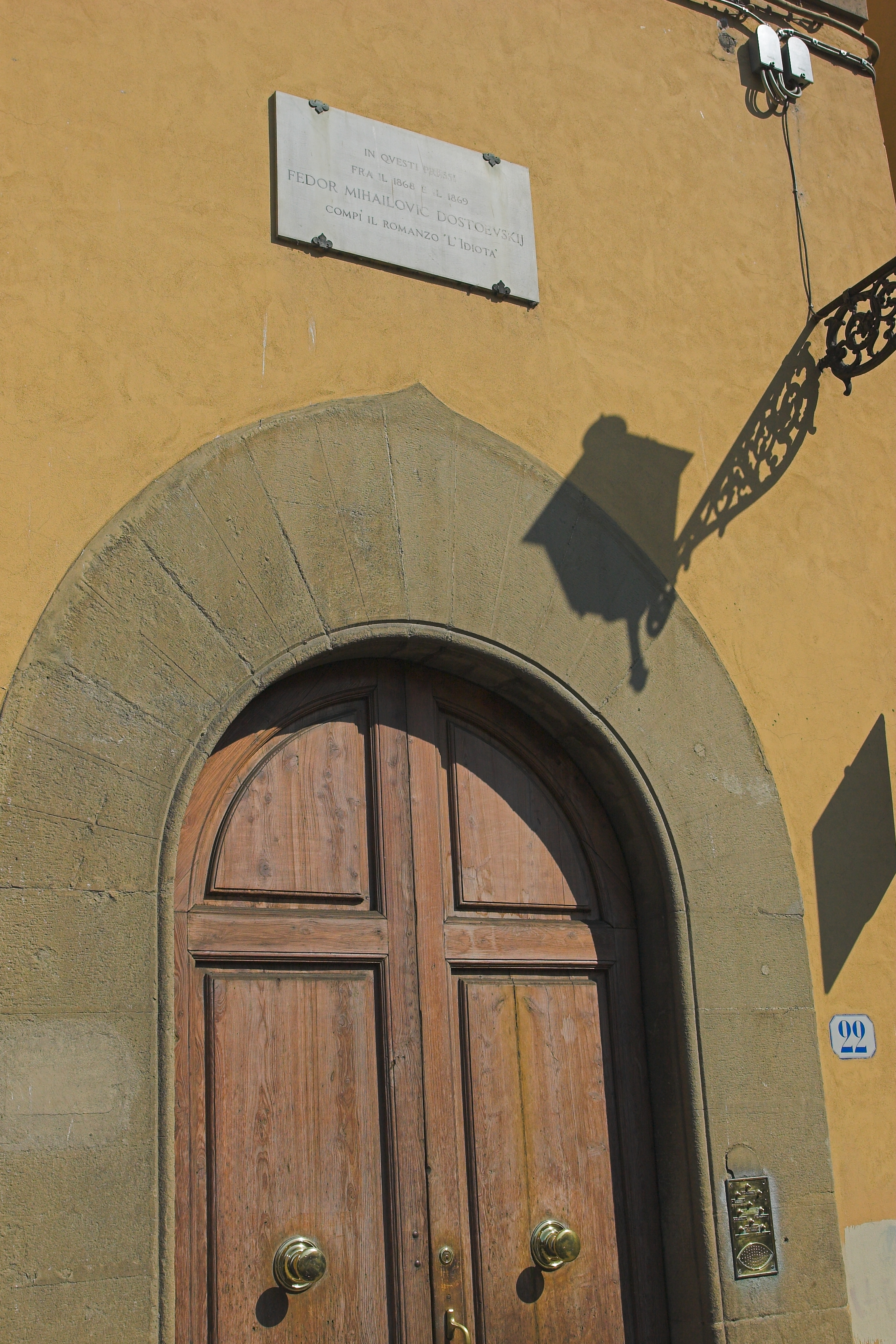
ドストエフスキーはイタリアのフィレンツェでこの作品を著した。

ドストエフスキーが『白痴』を著した動機は、彼が“前向きで善良な男”という人物像を描きたい願望に由来し、この男はキリストをモデルにしたと思われる。また、ドストエフスキーはムイシュキンをサンクトペテルブルク社会に導入することにより、当時のロシア社会とこの孤独で純真な男とでコントラストを成し、これを彼とロゴージンの対立、かかわり合いによってさらに強調している。実に、二人は物語の手始めからムイシュキンが光、ロゴージンが闇というふうに対比している。例えば、二人が列車の中で最初に記述されたとき、ムイシュキンは明るい髪と青い目、ロゴージンは“暗い容貌”と描写されている。また、ロゴージンの家の窓は鉄格子に覆われ、家の中は闇に埋もれている。このように、彼は闇を具現しているだけでなく、周囲を闇に囲まれている。まさに正反対の二人である。もしムイシュキンをキリストと見るなら、ロゴージンが悪魔であることが簡単に想像できる。ロゴージン（Rogozhin）のrogはロシア語で角を意味し、前述した主張にさらに真実味を加えているが、彼の名前と最も関連性があるのはrogozha（雑種、私生児）で、彼の卑しい出身をほのめかしているかもしれない。ここからロゴージンがムイシュキンの過剰な博愛に対して、私生児を輩出する父性の不道徳を見出したとも取れる。
彼らのこうした性格の違いにもかかわらず、2人はともにナスターシャを追い求める。善も悪も（そしてガーニャが体現するその中間も）同じものを欲し戦う。愛そのものがさまざまな動機によって、さまざまな形であらわされている。虚栄に満ちたガーニャは、持参金によって彼自身が不足と感じていた個性をスパークさせるためにナスターシャに結婚を求める。ロゴージンは自身の深い情熱のためにナスターシャを愛し、その情熱が最終的に彼に彼女を殺させてしまう。ムイシュキンは、しかしながら、彼女に対する憐憫の情、キリスト教的な愛のために彼女を愛し、ナスターシャに対するこの愛は彼がアグラーヤに対して持っていたロマンティックな愛をさえ打ち負かしてしまう。ロゴージンとロシア上流階級社会には類似点が一つ存在する。その物質主義の社会はムイシュキンが体現する徳を賛美し、自身が“善”だと装うが、ムイシュキンを受け入れることはできない。一方、ロゴージンはナスターシャを心から愛するが、最後には彼女を殺す。ナスターシャの美しさと当初の無垢さはトーツキイを引き付け、彼の愛人にされ、半狂気状態に陥ったように、彼女自身もそのような邪悪な社会によって崩壊した存在である。

## 日本語訳
- 亀山郁夫訳 『白痴』 光文社古典新訳文庫（全4巻）※、2015-2018年
- 木村浩訳 『白痴』 新潮文庫（上下）※、改版2004年／『全集 9・10』新潮社
- 望月哲男訳 『白痴』 河出文庫（全3巻）※、2010年
- 米川正夫訳 『白痴』 岩波文庫（上下）、改版1994年（電子書籍で再刊）／他に『全集 7・8』河出書房新社

以上は現行版
- 北垣信行訳 『ドストエフスキイ 白痴』 講談社〈世界文学全集42・43〉
- 小沼文彦訳 『ドストエフスキー全集 7　白痴』 筑摩書房、1963年
- 中山省三郎訳 『白痴』 ※グーテンベルク21、および千歳出版で再刊

※は各・電子書籍で再刊（下記も）

### 関連文献
- 江川卓 『謎とき「白痴」』 新潮選書、1994年
- 亀山郁夫 『ドストエフスキー 謎とちから』 文春新書、2007年
  - 『ドストエフスキー 共苦する力』 東京外国語大学出版会、2009年　
  - 『ドストエフスキー 父殺しの文学』 日本放送出版協会〈NHKブックス 上・下〉、2004年※
- 高橋誠一郎『黒澤明で「白痴」を読み解く』成文社、2011年

## 映像化
この作品は多数舞台化・映画化されている。映画・ドラマには次のような作品がある。
1. 1946年のジョルジュ・ランパン監督によるフランス映画。
2. 1951年の黒澤明監督による日本映画→白痴 (1951年の映画) 参照。
3. 1958年のイワン・プィリエフ監督によるソ連映画。
4. 1985年のアンジェイ・ズラウスキー監督によるフランス映画。
5. 1994年のアンジェイ・ワイダ監督によるポーランド・日本合作映画。
6. 2003年のウラジーミル・ボルトコ監督によるロシアのテレビドラマシリーズ。